# Ca la Lola
Ca la Lola és una obra gòtica de Teià (Maresme) inclosa a l'Inventari del Patrimoni Arquitectònic de Catalunya.

## Descripció
Casa de planta baixa i pis, amb teulada a doble vessant i el carener perpendicular a la façana. Un dels cossos laterals va ser sobrealçat i presenta la teulada (bona part d'una dels vessants) més alta que la del cos principal de la casa.
A la façana destaca la portada, d'arc de mig punt adovellat i brancals de carreus. A banda i banda hi ha dos finestrals de mida gran protegits per una reixa. Al pis hi ha tres finestres d'estil gòtic, amb arc conopial i brancals de carreus de pedra.

## Història
Els primers propietaris dels quals es té referència és la família Madalmay, que figura inscrita en els cens de 1515 de la Parròquia de Sant Martí de Teià. Els primers documents coneguts daten del 1617 i estan a nom de Gabriel Madalmay. Per manca de descendència al 1860, en Miquel Madalmay va vendre la masia a Tomàs Castanyè Tolrà, besavi dels propietaris actuals.